# Raffaele Scalese
Raffaele Scalese (Naples, 1800 - Paris, 18 janvier 1884) est un chanteur d'opéra, basse, spécialisé dans les opéras-bouffe. Il est présent dans les opéras majeurs italiens du milieu des années 1820 aux années 1860. Il joue également dans des opéras étrangers en Autriche, au Portugal et en France. Il passe ses dernières années actives à Paris où il demeure lorsqu’il prend sa retraite.

## Vie et carrière
Né à Naples, Scalese commence à chanter dans les grands opéras italiens au milieu des années 1820, entre autres à La Fenice à Venise, au Teatro Valle de Rome et au Teatro di San Carlo de Naples.
Il fait ses débuts à La Scala de Milan en 1836 dans le rôle de Gottofredo dans l'opéra de Pietro Antonio Coppola La festa della rosa. Il chante régulièrement à Milan les cinq années suivantes. Après huit ans d'absence, il retourne chanter à Milan en 1849 dans le rôle du Marquis de Boisfleury dans Linda di Chamounix de Donizetti. Il retourne encore à La Scala again en 1854-1855 pour chanter Basilio dans Le Barbier de Séville de Rossini, rôle qui lui reste associé.
En 1840 Scalese est engagé au Teatro Regio di Parma où il joue les rôles de Don Bartolo dans Le Barbier de Séville, de Dulcamara dans Figaro de Speranza et de Rizzardo dans Beatrice di Tenda de Vincenzo Bellini .
Il joue au Teatro di San Carlo de 1858 à 1860 dans plusieurs rôles. Il est engagé en 1861 et 1862 au Teatro Nacional de São Carlos de Lisbonne. Il rejoint le Théâtre-Italien de Paris en 1866 et y reste jusqu'à la fin des années 1860.
Il meurt à Paris en 1884.

## Rôles
- 1827 : Alterkan, Otto mesi in due ore de Gaetano Donizetti, création mondiale
- 1834 : Edmondo , Gli esposti de Luigi Ricci, Teatro d'Angennes de Turin
- 1836 : Gottofredo, La festa della rosa de Pietro Antonio Coppola, La Scala de Milan
- 1836-1837 : Don Paparo, Gli avventurieri de Luigi Felice Rossi, La Scala de Milan
- 1836-1837 : Prosdocimo Ficcanaso, La dama soldato de Ferdinando Orlandi, La Scala de Milan
- 1836-1837 : Taddeo, L'italiana in Algeri de Gioachino Rossini, La Scala de Milan
- 1837 : Everardo, Iginia d'Asti de Gaetano Rossi, Teatro San Benedetto de Venise, création mondiale[3]
- 1838 : Giorgio, Torvaldo e Dorliska de Rossini, La Scala de Milan
- 1838 : Marchese, Il Postiglione di Longjumeau de Coppola, La Scala de Milan
- 1838 : Tom, La prigione di Edimburgo de Federico Ricci, La Scala de Milan
- 1840 : Barone di Kelbar, Un giorno di regno de Giuseppe Verdi, création mondiale, La Scala de Milan
- 1840 : Cedrico, Il templario d'Otto Nicolai, La Scala de Milan
- 1840 : Sergent Sulpice, La Fille du régiment de Donizetti, première italienne, La Scala de Milan
- 1840 : rôle-titre dans I due Figaro d'Alessandro Speranza (en), La Scala de Milan
- 1841 : Dr Dulcamara, L'elisir d'amore de Gaetano Donizetti, La Scala de Milan
- 1841 : Ghiringhello, Il buontempone di Porta Ticinese de Placido Mandanici (en), création mondiale, La Scala de Milan
- 1849 : Marquis de Boisfleury, Linda di Chamounix de Donizetti, La Scala de Milan
- 1854-1855 : Basilio, Le Barbier de Séville de Rossini, La Scala de Milan[2]
- 1840 : Don Bartolo, Le Barbier de Séville de Rossini, Teatro Regio di Parma
- 1840 : Dulcamara, Figaro de Speranza, Teatro Regio di Parma
- 1840 : Rizzardo, Beatrice di Tenda de Vincenzo Bellini, Teatro Regio di Parma
- 1842 : Belfiore, Alina, regina di Golconda (en) de Donizetti, Teatro Regio di Parma
- 1842 : Gennaro Malerba, Chi dura vince de Luigi Ricci, Teatro Regio di Parma
- 1843 : Belcore, L'elisir d'amore de Gennaro Malerba, Teatro Comunale di Bologna
- 1843 : Leporello, Il nuovo Figaro de Luigi Ricci, Teatro Comunale di Bologna
- 1843 : Michelotto, Chiara di Rosemberg de Luigi Ricci, Teatro Comunale di Bologna
- 1843 : Volmar, Alina, regina di Golconda, Teatro Comunale di Bologna
- 1843 : Marquis de Boisfleury, Linda di Chamounix de Donizetti, Fenice de Venise
- 1848-1849 : Barbarino, Alessandro Stradella de Friedrich von Flotow, Teatro della Canobbiana[3]
- 1848-1849 : Figaro, Le Barbier de Séville de Rossini, Teatro della Canobbiana[3]
- 1849-1849 : Don Giulio, Don Gregorio de Donizetti, Teatro della Canobbiana[3]
- 1848-1849 : Haly, L'italiana in Algeri de Rossini, Teatro della Canobbiana[3]
- 1852 : Il marito e l'amante de Federico Ricci, création mondiale, Theater am Kärntnertor de Vienne
- 1858: La cantante de Luigi Vespoli (en), création mondiale, Teatro di San Carlo
- 1858-1860 : Il folletto di Gresy d'Errico Petrella, Teatro di San Carlo
- 1858-1860 : Pipelet de Serafino Amedeo De Ferrari (en), Teatro di San Carlo